# Stefan Rieser
Stefan Rieser (6 gennaio 1999) è uno sciatore alpino austriaco.

## Biografia
Originario di Dorfgastein e attivo in gare FIS dal dicembre del 2015, in Coppa Europa Rieser ha esordito il 21 dicembre 2017 a Reiteralm in supergigante (69º) e ha ottenuto il primo podio il 14 febbraio 2020 a Sella Nevea nella medesima specialità (3º); ai Mondiali juniores di Narvik 2020 ha vinto la medaglia d'oro nel supergigante e quella di bronzo nella discesa libera. Il 12 gennaio 2023 ha conquistato la prima vittoria in Coppa Europa, a Sella Nevea in discesa libera, e il 28 dicembre dello stesso anno ha debuttato in Coppa del Mondo, a Bormio nella medesima specialità (43º). Non ha preso parte a rassegne olimpiche o iridate.

## Palmarès

### Mondiali juniores
- 2 medaglie:
  - 1 oro (supergigante a Narvik 2020)
  - 1 bronzo (discesa libera a Narvik 2020)

### Coppa del Mondo
- Miglior piazzamento in classifica generale: 112º nel 2025

### Coppa Europa
- Miglior piazzamento in classifica generale: 6º nel 2023
- 10 podi:
  - 3 vittorie
  - 1 secondo posto
  - 6 terzi posti

#### Coppa Europa - vittorie
| Data             | Località                | Paese  | Specialità |
| ---------------- | ----------------------- | ------ | ---------- |
| 12 gennaio 2023  | Sella Nevea             | Italia | DH         |
| 13 gennaio 2023  | Sella Nevea             | Italia | DH         |
| 15 dicembre 2023 | Santa Caterina Valfurva | Italia | DH         |

Legenda:

DH = discesa libera